# Ostré předměty (seriál)
Ostré předměty (v anglickém originále Sharp Objects) jsou psychologická thrillerová televizní minisérie založená na stejnojmenném románu od spisovatelky Gillian Flynnové, která měla premiéru 8. července 2018 na americké kabelové televizi HBO. V Česku měl seriál premiéru 9. července 2018 na HBO.

## Děj
Novinářka Camille Preakerová (Amy Adams), alkoholička, která byla nedávno po letech sebepoškozování propuštěna z psychiatrické léčebny, se vrací do rodného městečka Wind Gap ve státě Missouri, aby vyšetřila vraždy dvou mladých dívek. Zatímco se Camille snaží poskládat střípky traumatické události ze své minulosti, dostane se do konfliktu s panovačnou matkou Adorou (Patricia Clarkson), znovu se uchýlí k řadě nebezpečných sebedestruktivních zlozvyků a až příliš se ztotožní s mladými oběťmi vraždy.

## Obsazení

### Hlavní role
- Amy Lou Adamsová jako Camille Preakerová, novinářka
- Patricia Clarkson jako Adora Crellinová, matka Camille a Ammy
- Chris Messina jako detektiv Richard Willis
- Eliza Scanlen jako Amma Crellinová, nevlastní sestra Camille a Adořina a Alanova dcera
- Matt Craven jako Bill Vickery, policejní šéf městečka Wind Gap
- Henry Czerny jako Alan Crellin, otec Ammy, manžel Adory a otčím Camille
- Taylor John Smith jako John Keene, bratr druhé oběti, Natalie Keeneové
- Madison Davenport jako Ashley Wheelerová, přítelkyně Johna Keenea
- Miguel Sandoval jako Frank Curry
- Will Chase jako Bob Nash, otec první oběti, Ann Nashové
- Jackson Hurst jako Kirk Lacey
- Sophia Lillis jako mladá Camille Preakerová
- Lulu Wilson jako Marian Preakerová, nevlastní sestra Camille, která zemřela jako dítě, první společné dítě Alana a Adory a sestra Ammy
- Elizabeth Perkins jako Jackie O'Neill

### Vedlejší role
- Jennifer Aspen jako Jeannie Keene, matka Johna and Natalie Keeneových
- David Sullivan jako Chris
- Reagan Pasternak jako Katie Lacey
- Sydney Sweeney jako Alice
- Hilary Ward jako Becca
- Beth Broderick jako Annie B.
- Barbara Eve Harris jako Eileen
- Emily Yancy jako Gayla, hospodyně Adory a Alana

## Seznam dílů
| Č. v seriálu | Č. v řadě | Původní název | Český název | Režie            | Scénář                         | Premiéra v USA    | Premiéra v ČR     |
| ------------ | --------- | ------------- | ----------- | ---------------- | ------------------------------ | ----------------- | ----------------- |
| 1            | 1         | Vanish        | Zmizet      | Jean-Marc Vallée | Marti Noxon                    | 8. července 2018  | 9. července 2018  |
| 2            | 2         | Dirt          | Špína       | Jean-Marc Vallée | Gillian Flynnová               | 15. července 2018 | 16. července 2018 |
| 3            | 3         | Fix           | Řešení      | Jean-Marc Vallée | Alex Metcalf                   | 22. července 2018 | 23. července 2018 |
| 4            | 4         | Ripe          | Pach        | Jean-Marc Vallée | Vince Calandra                 | 29. července 2018 | 30. července 2018 |
| 5            | 5         | Closer        | Blíž        | Jean-Marc Vallée | Scott Brown                    | 5. srpna 2018     | 6. srpna 2018     |
| 6            | 6         | Cherry        | Třešeň      | Jean-Marc Vallée | Dawn Kamoche a Ariella Blejer  | 12. srpna 2018    | 13. srpna 2018    |
| 7            | 7         | Falling       | Pád         | Jean-Marc Vallée | Gillian Flynnová a Scott Brown | 19. srpna 2018    | 20. srpna 2018    |
| 8            | 8         | Milk          | Milk        | Jean-Marc Vallée | Marti Noxon a Gillian Flynnová | 26. srpna 2018    | 27. srpna 2018    |

## Produkce

### Výroba
Na začátku procesu výroby seriálu plánovali Vallée a další producenti adaptovat román Gillian Flynnové jako celovečerní film, ale Noxon přesvědčila HBO a producenty, že její vize pro osmdílny seriál by byla lepší.
Dne 8. července 2014 bylo oznámeno, že produkční společnosti Blumhouse Productions a Entertainment One budou vyrábět a produkovat dramu založenú na debutovém románu Gillian Flinnové. Marti Noxon se stala showrunnerem, scenáristkou a výkonnou producentkou, zatímco Jean-Marc Vallée se stal režisérem a výkonným producentem seriálu.
Dne 1. dubna 2016, že HBO objednalo osm dílů seriálu. Dne 15. května 2018 bylo oznámeno, že seriál bude mít premiéru 8. července 2018.

### Obsazení
Dne 19. února 2016 Variety informoval, že Amy Adams se připojila k projektu jako jeho leader. V březnu 2017 bylo oznámeno, že Patricia Clarkson, Eliza Scanlen, Elizabeth Perkins, Madison Davenport, Chris Messina, Matt Craven a Taylor John Smith byli obsazení do hlavních rolí. Bylo také oznámeno, že Will Chase, Jackson Hurst a Jennifer Aspen budou hrát vedlejší role. Dne 22. května 2017 bylo oznámeno, že David Sullivan, Reagan Pasternak, Sydney Sweeney, Hilary Ward a Sophia Lillis byly obsazeni do vedlejších rolí.

### Natáčení
Natáčení seriálu bylo zahájeno 6. března 2017.